# Nyhavn Flag Football
Nyhavn Flag Footbal er en flag football forening, der holder til i Valby Idrætspark. Nyhavn Nighthawks 1 spiller i National Liga Øst, mens Nyhavn Nighthawks 2-4 spiller i 1. Division Øst.

## Historie
Foreningen Nyhavn Flag Football er stiftet den 22. april 2004 og er tilsluttet Dansk Amerikansk Fodbold Forbund (DAFF) under Danmarks Idræts-Forbund (DIF). Klubben blev grundlagt i vinteren 2003/2004 under navnet Hong Kong Bakers, hvor de første medlemmer begyndte at spille efter Zulu Bowl 2003. I løbet af vinteren og foråret, 2004, blev der tilknyttet flere spillere og tilgang fra det nedlagte Copenhagen Guardians. Kort efter dannedes foreningen Hong Kong Bakers Flag Football. Op til 2005-sæsonen, tilknyttede klubben endnu et hold, Bombay Brewers, og deltog dermed som den første klub, med to hold i den danske flag footballliga. Ved generalforsamlingen i 2006 skiftede foreningen navn til Nyhavn Flag Football. I vinteren 2009/2010 ændrede Nyhavn Flag Footballs forskellige hold navn til Nyhavn Nighthawks.
Udover deltagelse i den hjemlige flag football liga har klubben været repræsenteret ved forskellige internationale turneringer. Herunder Flag Oceane i den franske havneby Le Havre. Her spillede NyhavnFF medlemmer på et hold sammensat af spiller fra 2-3 klubber. I sommeren 2006 var holdet sammensat af spillere fra Nyhavn FF, Kopenhagen Koalas og Copenhagen Punishers.

## Resultater
- 2009 Bronze – Struer Offseason Cup
- 2009 Bronze – SFFL Pokalturnering
- 2008 Bronze – Struer Offseason Cup
- 2007 Bronze – Midtjydsk Bank Cup i Struer
- 2004 Sølv – Dannebrog Bowl

## Æresmedlemmer
Siden 2007 har Nyhavn Flag Football kåret de bedste spillere fra klubbens forskellige hold (MVP'er) samt den spiller som har udvist den mest positive udvikling (MIP).
- 2009 MVP – Michael Svane og Bill Chi-Wei Liu
- 2009 MIP – Anders Bugge
- 2008 MVP – Jakob Vesterheden og Bjarke Fredslund Pedersen
- 2008 MIP – Jesper Bugge
- 2007 MVP – Jesper Feldhaus og Andreas Kleist Svendsen
- 2007 MIP – Michael Svane

Følgende forhenværende spillere er optaget i NyhavnFFs Hall of Fame for deres store indflydelse på foreningens udvikling.
- 2010 Heino Døssing
- 2009 Jakob Vesterheden